# Pandémie de Covid-19 dans les dépendances de la Couronne
Cet article répertorie les liens vers des articles relatifs à la pandémie de Covid-19 en cours dans les dépendances de la Couronne.

## Jersey